# Bruchus affinis
Espèce
Bruchus affinis, la Bruche de la gesse, est une espèce d'insectes coléoptères de la sous-famille des Bruchinae (famille des Chrysomelidae).
L'espèce se reproduit sur les gesses (plantes du genre Lathyrus). Les adultes sont groupées sur les plantes et participent peut-être à la pollinisation. Les femelles pondent sur les jeunes gousses et les larves se développent aux dépens des graines,.
L'espèce se rencontre en Europe et a été introduite en Amérique du Nord.

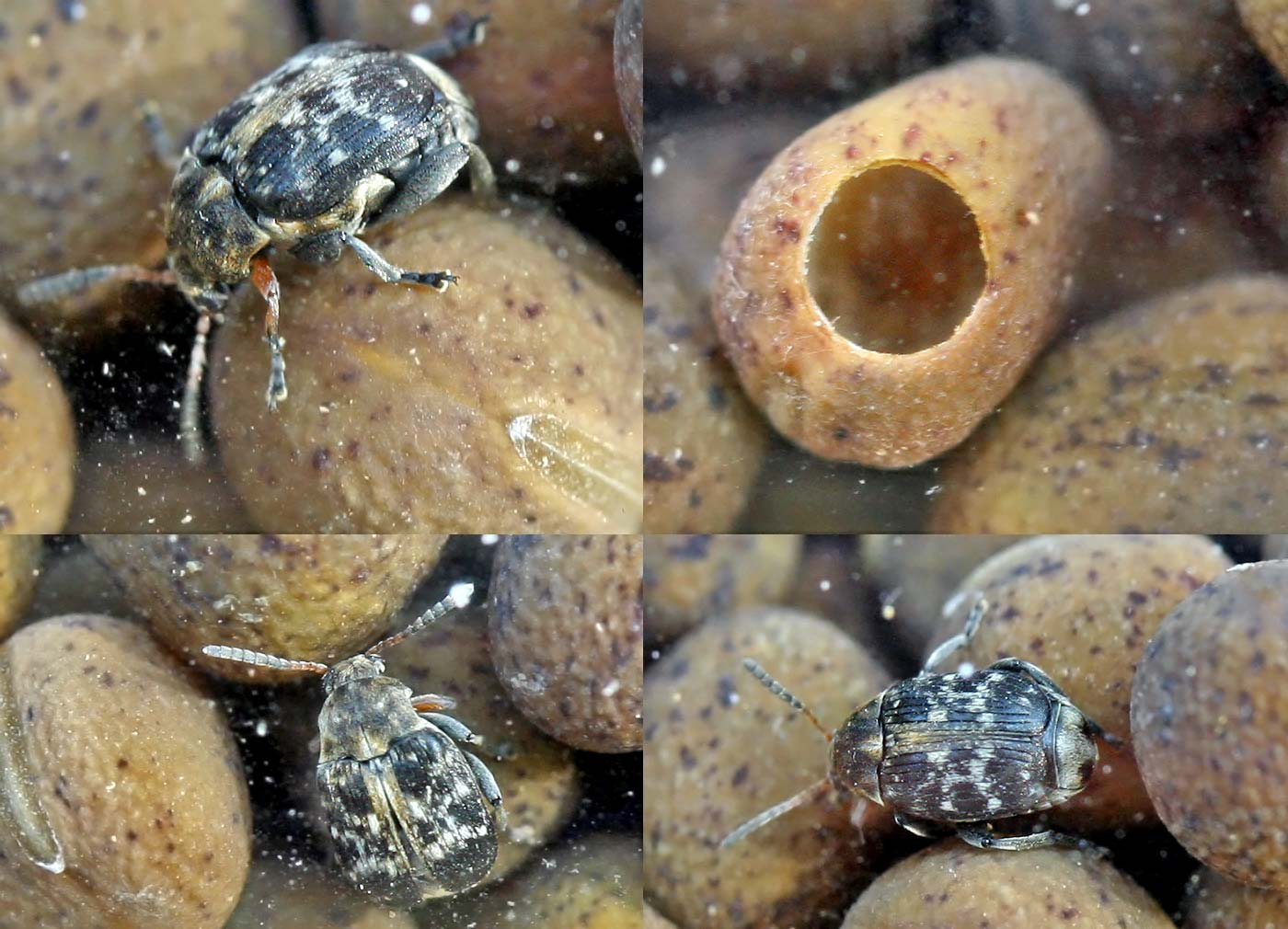
Bruchus affinis sur des graines de Lathyrus.

## Systématique
Le nom valide complet (avec auteur) de ce taxon est Bruchus affinis Frölich (d), 1799,.

### Publication originale
- (de) J. A. Frölich, « Einige neue Gattungen und Arten von Käfern », Der Naturforscher, Allemagne, vol. 28,‎ 1799, p. 1–65 (lire en ligne, consulté le 17 janvier 2025).